# NGC 594
NGC 594 est une galaxie spirale située dans la constellation de la Baleine. NGC 594 a été découverte par l'astronome américain Francis Leavenworth en 1886.

## Caractéristiques
Sa vitesse par rapport au fond diffus cosmologique est de 5 138 ± 20 km/s, ce qui correspond à une distance de Hubble de 75,8 ± 5,3 Mpc (∼247 millions d'al).
À ce jour, quatre mesures non basées sur le décalage vers le rouge (redshift) donnent une distance de 68,175 ± 11,280 Mpc (∼222 millions d'al), ce qui est à l'intérieur des valeurs de la distance de Hubble. Notons cependant que c'est avec la valeur moyenne des mesures indépendantes, lorsqu'elles existent, que la base de données NASA/IPAC calcule le diamètre d'une galaxie et qu'en conséquence le diamètre de NGC 594 pourrait être d'environ 29,7 kpc (∼96 900 al) si on utilisait la distance de Hubble pour le calculer.
La classe de luminosité de NGC 594 est II-III et elle présente une large raie HI. Elle renferme également des régions d'hydrogène ionisé.

## Supernova
La supernova SN 2002D a été découverte dans NGC 594 le 16 janvier 2002 par  B. Swift et W. D. Li de l'université de Californie à Berkeley dans le cadre du programme LOTOSS de l'observatoire Lick. Cette supernova était de type II.